# (23665) 1997 EU46
(23665) 1997 EU46 est un astéroïde de la ceinture principale d'astéroïdes découvert en 1997.

## Description
(23665) 1997 EU46 a été découvert le 12 mars 1997 à l'observatoire de La Silla, au Chili, par Eric Walter Elst.

### Caractéristiques orbitales
L'orbite de cet astéroïde est caractérisée par un demi-grand axe de 2,47 UA, un périhélie de 2,10 UA, une excentricité de 0,15 et une inclinaison de 1,54° par rapport à l'écliptique. Du fait de ces caractéristiques, à savoir un demi-grand axe compris entre 2 et 3,2 UA et un périhélie supérieur à 1,666 UA, il est classé, selon la JPL Small-Body Database, comme objet de la ceinture principale d'astéroïdes.

### Caractéristiques physiques
(23665) 1997 EU46 a une magnitude absolue (H) de 14,7 et un albédo estimé à 0,056.